# Pinus yunnanensis

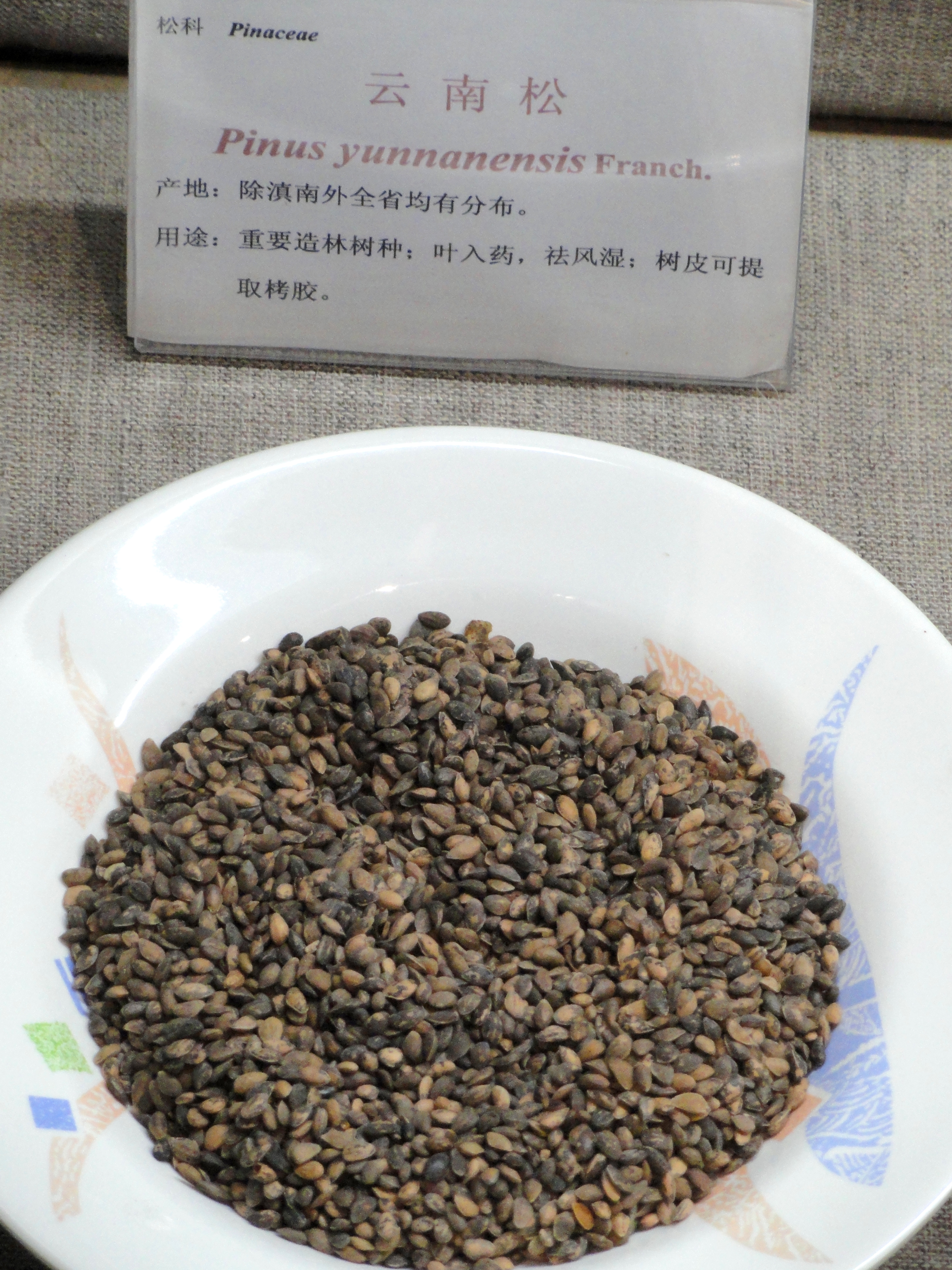
Nasiona P. yunnanensis.

Pinus yunnanensis Franch. – gatunek drzewa iglastego z rodziny sosnowatych (Pinaceae). Pinus yunnanensis występuje w Chinach (Kuangsi, Kuejczou, Syczuan, Junnan). W prowincji Syczuan rośnie razem z P. tabuliformis, w zachodniej Mjanmie występuje z P. kesiya - jej zasięg poszerza się, w związku z wycinaniem konkurencyjnych lasów liściastych.

## Morfologia
PokrójDrzewa, rzadko krzewy.
PieńKora brązowoszara, podłużnie spękana, łuszcząca się. Gałązki grube, rudobrązowe
LiścieIgły zebrane po 2–3 na krótkopędzie, o długości 15–20(30) i grubości 1–1,2 mm. Rzędy aparatów szparkowych widoczne na wszystkich stronach liścia.
SzyszkiSzyszki żeńskie jasnobrązowe, o długości 3–7(10) cm. Wyrastają w grupach po 2–5, osadzone na krótkich szypułkach. Łuski nasienne od środka purpurowobrązowe. Apofyza z piramidką zakończoną krótkim kolcem. Nasiona brązowe, o długości 4–5 mm, opatrzone skrzydełkiem o długości 1,2–1,4 cm.

## Biologia i ekologia
Dwie wiązki przewodzące w liściu, 4–5 przewodów żywicznych (środkowe i brzegowe). 
Pochewki liściowe trwałe. Pędy przyrastają w trakcie jednego sezonu nawet do 35 cm długości. Pylenie następuje od kwietnia do maja. Szyszki nasienne otwierają się podczas drugiego lata wzrostu.
Rośnie na wysokościach 600–3000 (400–3100) m n.p.m.

## Systematyka i zmienność
Synonimy: P. insularis var. yunnanensis (Franch.) Silba 1984, P. yunnanensis var. tenuifolia Cheng & Law 1975, P. insularis var. tenuifolia (Cheng & Law) Silba 1990, P. tabulaeformis var. yunnanensis (Franchet) Shaw. 
ozycja gatunku w obrębie rodzaju Pinus:
- podrodzaj Pinus
  - sekcja Pinus
    - podsekcja Pinus
      - gatunek P. yunnanensis

Gatunek blisko spokrewniony z P. tabuliformis, P. kesiya, P. hwangshanensis, P. taiwanensis i P. thunbergii.
Wyróżnia się trzy odmiany:
- Pinus yunnanensis var. pygmaea (Hsüeh) Hsüeh – krzewy, igły długości 7–13 cm,
- Pinus yunnanensis var. tenuifolia W. C. Cheng & Y. W. Law – drzewa, igły o długości do 30 cm i średnicy mniejszej niż 1mm, zwisające,
- Pinus yunnanensis var. yunnanensis – drzewa, igły o długości do 30 cm i średnicy ok. 1,2 mm, wcale lub lekko zwisające.

## Zagrożenia
Międzynarodowa organizacja IUCN przyznała temu gatunkowi kategorię zagrożenia LC (least concern), czyli jest gatunkiem o niższym ryzyku wyginięcia. 